# Freddy Dolsi
Freddy Dolsi (nacido el 6 de enero de 1983 en San Pedro de Macorís) es un lanzador dominicano de Grandes Ligas que se encuentra en la agencia libre.
En mayo de 2008, Dolsi fue llamado a filas por los Tigres de Detroit desde Doble-A para reemplazar al lesionado Denny Bautista. Dolsi hizo su debut en Grandes Ligas el 6 de mayo de 2008, en relevo contra los Medias Rojas de Boston. Su primer lanzamiento de Grandes Ligas fue bateado sobre la valla del jardín central en el Comerica Park con un jonrón de Manny Ramírez.
Dolsi comenzó la temporada 2009 en Triple-A con Toledo Mud Hens, y pasó la mayor parte de la temporada con ambos, los Tigres y los Mud Hens. Luego, el 9 de diciembre de 2009, Dolsi fue designado para asignación. Fue reclamado en waivers por los Medias Blancas de Chicago el 18 de diciembre.